# Cissus bracteosa
Cissus bracteosa är en vinväxtart som beskrevs av J. A. Lombardi. Cissus bracteosa ingår i släktet Cissus och familjen vinväxter. Inga underarter finns listade i Catalogue of Life.